# Anolo
L'Anolo, conosciuto anche come para-idrossipropenilbenzene, è un fenolo che fu ottenuto dalla demetilazione dell'anetolo, un costituente estrogeno dell'anice e del finocchio, da Sir Charles Dodds nel 1937. Fu osservata una sua attività estrogena estremamente potente, comparabile a quella di estrogeni steroidei come l'estrone: una dose di 1 µg era in grado di indurre l'estro nei ratti.
Tuttavia, studi successivi con diverse preparazioni dell'anolo non riuscirono a confermare queste osservazioni; si osservò che può verificarsi in poco tempo la dimerizzazione dell'anolo in dianolo ed esestrolo, e che queste impurità sono di fatto responsabili dei potenti effetti estrogeni osservati.
Dodds sintetizzò in seguito il potente estrogeno dietilstilbestrolo, strutturalmente correlato all'Anolo, nel 1938.